# Styloxus parvulus
Styloxus parvulus là một loài bọ cánh cứng trong họ Cerambycidae.